# مي الجيوسي
مي برهان كمال الجيوسي كاتبة فلسطينية، وُلِدت في العاصمة الأردنية عمّان لأسرة فلسطينية من مدينة طولكرم، لها مؤلفات منشورة في الفلسفة والسياسة والدراسات الاجتماعية والفلسطينية، وتُعد من أبرز المترجمين المعاصرين للأدب العربي إلى الإنجليزية.

## نشأتها وعائلتها
وُلِدت مي برهان كمال الجيوسي في العاصمة الأردنية عمّان لأسرة فلسطينية من مدينة طولكرم، وتلقت تعليمها الابتدائي في مدارس الكويت.
والدها "برهان كمال الجيوسي" فلسطيني من مواليد مدينة طولكرم عام 1920 وعمل دبلوماسيًا أردنيًا في عددٍ من دول العالم، أما جدها لأبيها فهو السياسي والحقوقي الفلسطيني كمال الجيوسي من مواليد مدينة طولكرم عام 1898 وكان قد شغل منصب رئيس بلدية طولكرم منذ عام 1959 وحتى عام 1962، في حين والدتها هي الأديبة سلمى الخضراء–الجيوسي والتي كانت قد تزوجت من "برهان" عام 1946.
مي الجيوسي هي شقيقة الكاتبة والبروفيسورة لينة الجيوسي.

## تحصيلها العلمي
حصلت على درجة البكالوريوس مع مرتبة الشرف في الفلسفة من كلية لندن الجامعية في المملكة المتحدة، ثم حصلت على درجة الماجستير في "السينما والاتصال" من جامعة بوسطن في الولايات المتحدة الأمريكية.

## حياتها العملية
شغلت منصب المدير التنفيذي "لمعهد مواطن للديمقراطية وحقوق الإنسان" في جامعة بيرزيت في الضفة الغربية لسنواتٍ عديدةٍ، وهي زميلة هيئة أبحاث العلوم الاجتماعية (SSRC) في الولايات المتحدة الأمريكية، وعضو في فريق بحثي دولي لإنتاج "تاريخ مصغر للحياة الفلسطينية في القرن العشرين" استنادًا للأدبيات الشخصية.

## مؤلفاتها
لها مؤلفات باللغتين الإنجليزية والعربية في الفلسفة والسياسة والدراسات الاجتماعية والفلسطينية، وقامت بترجمة الأدب العربي والروايات العربية إلى اللغة الإنجليزية، كما نُقلت ترجماتها الإنجليزية إلى لغاتٍ أخرى حول العالم.
أبرز مؤلفاتها بالإنجليزية:
- كتاب "The Fan of Swords: Poems" (مروحة السيوف: قصائد)، شعر، ترجمة عن محمد الماغوط، بالاشتراك مع الكاتبة الفلسطينية نعومي شهاب ناي، صدر عام 1991 عن دار نشر Three Continents Press.[12]

- رواية "The Hostage: A Novel" (الرهينة)، ترجمة عن زيد مطيع دماج، بالاشتراك مع الكاتب الإنجليزي كريستوفر تينجلي [الإنجليزية]، صدر عام 1994 عن دار نشر إنترلينك [الإنجليزية].[13]

- رواية "Prairies of Fever" (براري الحمى)، ترجمة عن إبراهيم نصر الله، بالاشتراك مع الكاتب البريطاني جيريمي ريد، صدر عام 1998 عن دار نشر إنترلينك [الإنجليزية].[14]

- رواية "A Lake Beyond the Wind" (بحيرة وراء الريح)، ترجمة عن يحيى يخلف، بالاشتراك مع الكاتب الإنجليزي كريستوفر تينجلي [الإنجليزية]، صدر عام 1999 عن دار نشر إنترلينك [الإنجليزية].[15]

- رواية "The Bleeding of the Stone" (نزيف الحجر)، ترجمة عن إبراهيم الكوني، بالاشتراك مع الكاتب الإنجليزي كريستوفر تينجلي [الإنجليزية]، صدر عام 2002 عن دار نشر إنترلينك [الإنجليزية].[16]

- رواية "All that's Left to You: A Novella and Other Stories" (كل ما تبقى لك: رواية قصيرة وقصص أخرى)، ترجمة عن غسان كنفاني، بالاشتراك مع الكاتب البريطاني جيريمي ريد، صدر عام 2004 عن دار نشر إنترلينك [الإنجليزية].[17][18]

أبرز مؤلفاتها بالعربية والإنجليزية:
- كتاب "التحرر، التحول الديمقراطي، وبناء الدولة في العالم الثالث" (Liberation, democratization, and transitions to statehood in the Third World)، صدر عام 1998 عن المؤسسة الفلسطينية لدراسة الديمقراطية في رام الله بفلسطين، باللغتين العربية والإنجليزية.[19][20]

## جوائز وتكريمات
نالت عددًا من الجوائز والتكريمات، من أبرزها:
- الزمالة الدولية من هيئة أبحاث العلوم الاجتماعية (SSRC) في الولايات المتحدة الأمريكية.[2]